# Лінн Редґрейв
Лінн Редґрейв (англ. Lynn Rachel Redgrave, OBE; нар. 8 березня 1943, Лондон — пом. 2 травня 2010, Коннектикут, США) — британська акторка, телеведуча, драматургиня та письменниця. Лауреатка двох «Золотих глобусів»: за ролі у фільмах «Боги й монстри» і «Дівчина Джорджі», двічі номінована на премію «Оскар».
Лінн Редґрейв належала до однієї з найзнаменитіших британських акторських династій Редгрейв. Її батьки були акторами (Майкл Редгрейв і Рейчел Кемпсон), також акторську кар'єру зробили її брат і сестра (Корін і Ванесса Редґрейв), племінниці (Наташа Річардсон і Джоелі Річардсон).
Померла від раку молочної залози.

## Вибіркова фільмографія
- 1963: Том Джонс (Tom Jones) — Сьюзен
- 1980: Недільні коханці (Sunday Lovers) — леді Давіна
- 1984: Вона написала вбивство (Murder, She Wrote) — Еббі Бентон Фрістоун
- 1996: Блиск (Shine) — Джиліан
- 1999: Сезон чудес (A Season for Miracles) — суддя Ненсі Джейкс
- 1999: Няня (The Nanny) — сама себе
- 2000: Найкращий друг (The Next Best Thing) — Гелен Віттакер
- 2002: Павук (Spider) — місіс Вілкінсон
- 2003: Пітер Пен (Peter Pan) — тітка Міллісент
- 2003: Дика сімейка Торнберрі (The Wild Thornberrys) — Корделія
- 2007: Відчайдушні домогосподарки (Desperate Housewives) — Далія Гейнсворт
- 2009: Зізнання шопоголіка (Confessions of a Shopaholic) — п'яна дама на балу
- 2009: Закон і порядок: Злочинні наміри (Law & Order: Criminal Intent) — Емілі Гантфорд
- 2009: Не краса по-американськи (Ugly Betty) — Олівія Гільєметт